# Lachnospira
Lachnospira es un género de bacterias grampositivas de la familia Lachnospiraceae. Fue descrito en el año 1956. Su etimología hace referencia a células curvadas que forman colonias con aspecto de lana. Es una bacteria anaerobia estricta, móvil o no. Se ha aislado del rumen de ganado, del intestino de cerdo y de heces humanas.
Actualmente (2023) este género está formado por 3 especies: Lachnospira multipara, Lachnospira pectinoschiza y Lachnospira eligens.